# Memphis Minnie

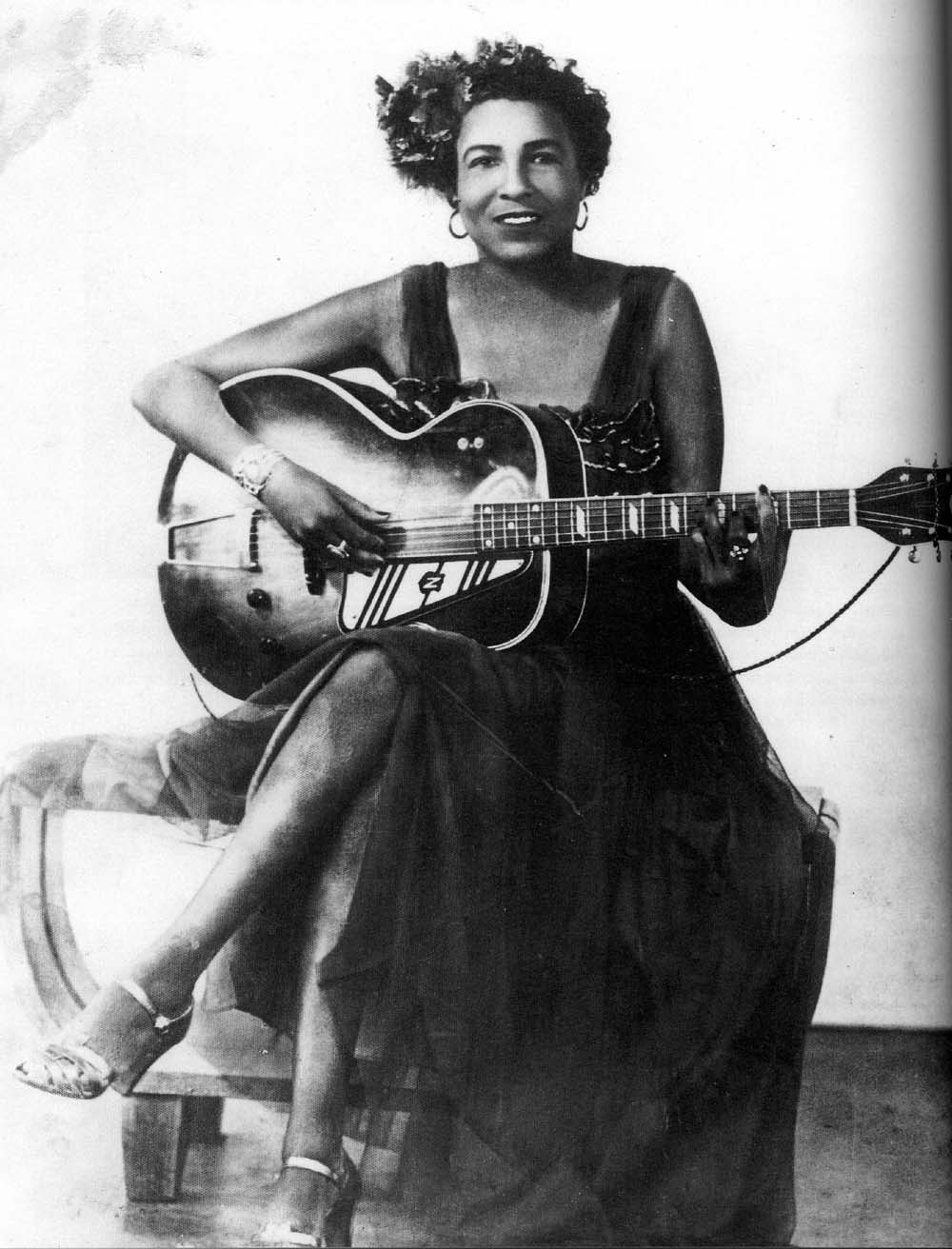
Memphis Minnie, 1930

Memphis Minnie (* 3. Juni 1897 in Algiers, Louisiana; † 6. August 1973 in Memphis, Tennessee; eigentlich Lizzie Douglas) war eine US-amerikanische Bluesmusikerin.

## Leben

### Kindheit und erste Aufnahmen
Lizzie Douglas wurde als eines von 18 Kindern in Algiers auf der anderen Flussseite von New Orleans geboren. Im Jahre 1904 zog ihre Familie nach Walls nahe Memphis. Ein Jahr später erhielt Lizzie, die zu diesem Zeitpunkt noch den Spitznamen Kid Douglas trug, ihre erste Gitarre zu Weihnachten. Mit 20 trat sie mit ihrem Freund Willie Brown in der Umgebung auf. Im Jahre 1929 machte sie zusammen mit Joe McCoy, ihrem damaligen Lebensgefährten, ihre erste Plattenaufnahme. In den nächsten fünf Jahren nahmen sie weitere Platten auf. Dort verwendeten sie als Pseudonym Kansas Joe und Memphis Minnie.

### Chicago
1933 zogen beide nach Chicago, wo sie noch einige Stücke zusammen aufnahmen. Da Memphis Minnie in dieser Zeit schon öfter alleine Aufnahmen machte und es Joe gleichzeitig gelang, sich immer mehr aus ihrem Schatten zu lösen, kam es 1934 zu ihrer letzten gemeinsamen Aufnahme und zur Trennung. Allmählich begann Memphis Minnie sich in Chicago zu etablieren. Sie spielte zusammen mit wechselnden Partnern etliche Stücke ein, bis sie 1939 auf Little Son Joe traf, mit dem sie ab diesem Zeitpunkt zusammenspielte. Er erschien auch auf allen ihren Platten bis zu ihrem Tod als Komponist. Dies ist in der Hinsicht ungewöhnlich, da er bis zu diesem Zeitpunkt noch nie als Komponist in Erscheinung getreten war und Minnie zuvor ihre Lieder selbst komponiert hatte.
In dieser Zeit waren Memphis Minnie und Little Son Joe regelmäßig zu Gast im 708 Club in der East 47th Street in Chicago. Bekannt aus dieser Zeit sind auch ihre Monday Partys in der Gatewood's Taverne, wo sie unbekannten Kollegen eine Möglichkeit zum Auftreten gab. Auch nahm sie, wenn ein in ihren Augen ebenbürtiger Musiker auftrat, an Talentwettbewerben teil, welche sie auch mit schöner Regelmäßigkeit gewann. Es ist bekannt, dass sie einmal Muddy Waters für ein Glas Whisky herausforderte.

### Rückkehr nach Memphis und Karriererückzug

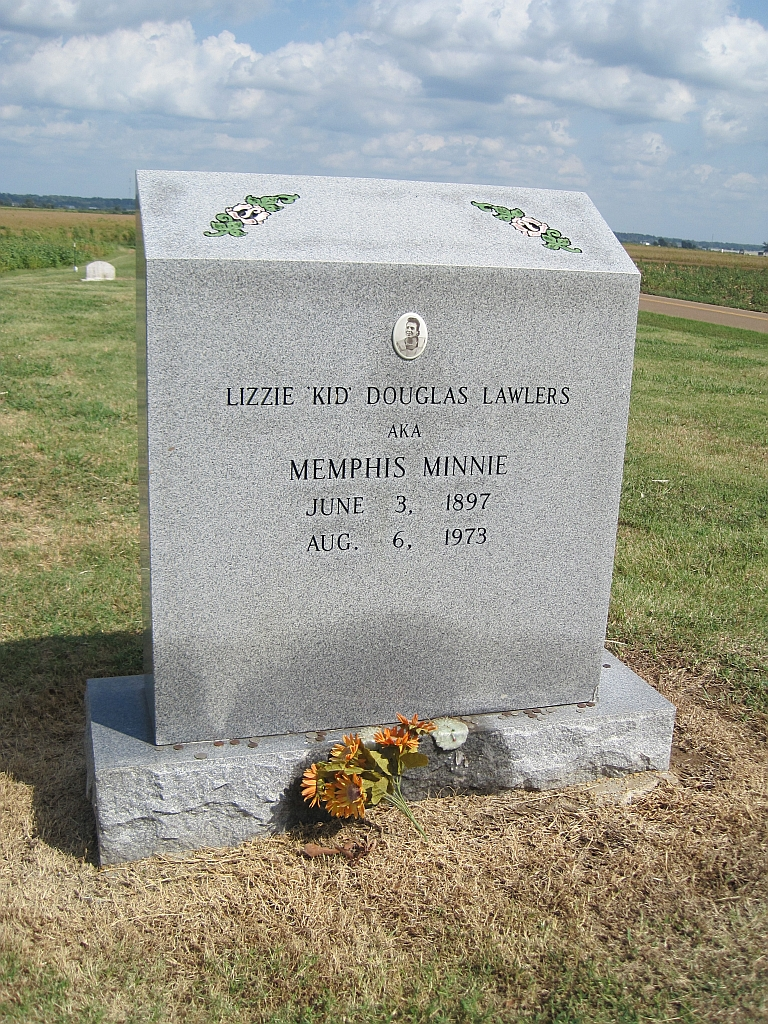
Memphis Minnies Grab in Walls, Mississippi

In den 1940er Jahren pendelte sie zwischen Chicago und Memphis ständig hin und her, wohnte aber auch kurz einmal in Indianapolis und Maryland. 1953 machte dann sie ihre letzte kommerzielle Aufnahme für J.O.B. Records mit dem Pianisten Little Brother Montgomery, trat aber noch bis 1955 regelmäßig auf. 1958 kehrte sie mit Son Joe zusammen nach Memphis zurück. Dort trat sie noch des Öfteren auf und gab zudem Starthilfe für so manchen jüngeren Kollegen, dem sie nützliche Tipps gab. Zu diesem Zeitpunkt ging es ihr finanziell schon so schlecht, dass sie von Sozialhilfe leben musste. 1960 erlitt sie einen Schlaganfall, war ab diesem Zeitpunkt auf einen Rollstuhl angewiesen und musste schließlich in ein Pflegeheim. Auch dort bekam sie noch regelmäßig Besuch von ihren Fans. Son Joe starb 1961.
Memphis Minnie starb am 6. August 1973.

## Wissenswertes
- Memphis Minnie trat zu einer Zeit auf, als die Musiker den Blues noch als reine Männersache ansahen. Um sich in dieser Zeit durchzusetzen, lag ihre einzige Chance darin, sich noch männlicher zu geben als ihre männlichen Kollegen. Sie fluchte, trank, rauchte, spielte Karten und prügelte sich. Es ist überliefert, dass sie ihren Partner Little Son Joe einmal vor den Augen des Publikums auf der Bühne verprügelt hat.
- Sie zählte zu den ersten weiblichen Musikern, die eine elektrische Gitarre verwendeten.
- Sie wurde 1980 in die Blues Hall of Fame aufgenommen.

## Diskographie
- Complete Recorded Works 1935–1941 In Chronological Order, Vol. #3: 6/9/37-12/15/37 (1991)
- Complete Recorded Works, Vol. 1 (1935–1941) (1991)
- Complete Recorded Works, Vol. 2 (1930–1931) (1991)
- Complete Recorded Works, Vol. 3 (1931–1932) (1991)
- Complete Recorded Works, Vol. 4 (1933–1934) (1991)
- Complete Recorded Works, Vol. 5 (1935–1941) (1991)
- Early Rhythm & Blues From The Rare Regal Sessions: 1934–1942 (1992)
- 1949–1953, Vol. 3 (1994)
- Volume 1 (1944–1946) (1998)
- Volume 2 (1946–1947) (1998)
- Black Widow Stinger: Essential (1999)
- Blues: Queen Of The Blues: 1929–1941 (2002)
- Hoodoo Lady (2008)
- Queen of Country Blues 1929–1937 (2003) Box-Set
- Queen of The Delta Blues, Vol. 2 (2005)
- Vol. 4 [1933–34] von Memphis Minnie & Kansas Joe (2006)
- Crazy Crying Blues (2007)
- Early Rhythm & Blues 1949 from The Rare Regal Recordings (2007)
- Vol. 2 1946–47 Complete Records von Memphis Minnie (2007)
- The Blues 1929–1941 (2008)
- Memphis Minnie & Kansas Joe 1 (2008)
- Columbia Original Masters  (2008)
- All the Published Sides (2009)
- The Essential Recordings (2010)
- Jazz Heritage: Moaning the Blues
- Travelling Blues
- With Kansas Joe